# Piotr Szwemin
Piotr Szwemin (ur. 30 lipca 1940 w Warszawie, zm. 9 stycznia 2008) – polski specjalista w dziedzinie techniki i technologii próżni, doktor habilitowany inżynier, profesor Politechniki Warszawskiej.
W 1964 ukończył studia na Wydziale Łączności Politechniki Warszawskiej, a następnie podjął pracę w Katedrze Wysokiej Próżni pod kierunkiem prof. Janusza Groszkowskiego. Od 1970 był związany z Instytutem Technologii Elektronowej, w 1975 obronił doktorat. Równocześnie od 1977 do 1982 pracował jako adiunkt na pół etatu w Instytucie Fizyki Politechniki Łódzkiej.  
Prace badawcze prowadził w dziedzinach: miernictwa próżniowego (1964-88), aparatury do badań powierzchni ciał stałych (1984-95), wspomagania komputerowego projektowania układów próżniowych i symulacji próżniowych układów metrologicznych metodą Monte Carlo.
Pełnił obowiązki Kierownika Zakładu Techniki Próżni (1984-1992), kierownika Pracowni Techniki Próżni (2000-2005), z-cy dyrektora IMiO ds. naukowych (1991-2004). Członek założyciel Polskiego Towarzystwa Próżniowego i członek jego Prezydium. Członek Prezydium Vacuum Science Division (International Union of Vacuum Science, Technique and Application). Członek Sekcji Materiałów KEiT PAN. Przewodniczący Komisji Nagród im. Janusza Groszkowskiego. Członek Komitetów Programowych European Vacuum Conference, organizator konferencji Technologii Elektronowej ELTE (od 1984), organizator cyklu Krajowych Konferencji Techniki Próżni (od 1994).
Autor lub współautor ponad 100 artykułów oraz referatów zamawianych i komunikatów wygłoszonych na konferencjach krajowych i międzynarodowych (w Europie, USA i Azji). Opiekun 3 prac doktorskich i ponad 50 prac magisterskich. Był laureatem 3 Nagród Ministra Edukacji Narodowej i ponad 10 Nagród JM Rektora PW, odznaczony również Krzyżem Kawalerskim Orderu Odrodzenia Polski.
Piotr Szwemin był współzałożycielem i przewodniczącym Sekcji Służb podziemnej struktury NSZZ „Solidarność” w Politechnice Warszawskiej, założył również niezależną oficynę fonograficzną „ARKA”. 
Pochowany na cmentarzu w Komorowie.